# Cyclone à l'ONU
Cyclone à l'ONU est le 19e roman d'espionnage de la série SAS, écrit par Gérard de Villiers, publié en 1970 chez Plon / Presses de la Cité. Comme tous les SAS parus au cours des années 1970, le roman a été édité lors de sa publication en France à 100 000 exemplaires.
Le titre joue sur le mot « cyclone », au sens de « vent violent qui emporte tout », et sur « Zyklon », gaz mortel utilisé par les Nazis durant la Seconde Guerre mondiale.
L'action se déroule courant 1970, au siège de l'ONU à New York (États-Unis).

## Personnages principaux
- Malko Linge : agent secret.
- Elko Krisantem : majordome et homme de main de Malko Linge.
- Chris Jones et Milton Brabeck : agents de la CIA.
- Minoru Tanaka.
- Lester : chef du gang des Mad Dogs.
- Jada : prostituée noire.
- Jeanie : policière noire.
- Julius West : vendeur de drogue.
- Lo-ning : agent des services secrets de Taïwan.
- Shu-lo : agent des services secrets de Taïwan.
- Mamadou Rikoro : diplomate.
- David Mugali : diplomate.
- John Sokati : diplomate du Lesotho.
- Al Katz : haut fonctionnaire américain.

## Résumé

### Débuts du roman
En grand secret, le gouvernement japonais a chargé ses services spéciaux d'influencer le vote des délégués chargés, aux Nations unies, de voter « pour » ou « contre » le remplacement de Taïwan par la Chine populaire. Si les États-Unis et les principaux États occidentaux s'accommodent de voir Taïwan siéger à l'ONU et la Chine populaire en être exclue, le nombre d'États à souhaiter l'entrée de la Chine de Mao au sein de l'Assemblée générale croît sans cesse. Et cette fois-ci, pense le gouvernement japonais, il est temps que la Chine continentale, un futur partenaire stratégique et commercial, évince Taïwan. Le colonel Minoru Tanaka a été chargé de la « sale besogne ». 
Le roman commence par la mort de John Sokati, diplomate du Lesotho, tué lors de l'explosion d'un immeuble en plein New York. Le FBI demande à la CIA de lui détacher Malko afin qu'il enquête. Un seul indice pour Malko : le prénom de Jada et l'adresse d'une boîte de nuit. Il rencontre la jeune femme, une prostituée de luxe, et découvre qu'un complot se trame pour que des diplomates votent en faveur de l'admission de la Chine continentale à l'ONU au détriment de Taïwan.
Au fil de son enquête, deux diplomates onusiens seront assassinés dans les locaux des Nations unies, et Malko manquera de peu de périr asphyxié dans une bétonnière.
Le colonel Tanaka, qui pensait que son plan serait un total succès, voit que ses efforts sont contrés par Malko. Ses deux derniers plans consistent à enlever des épouses de diplomates pour faire pression sur les votes de leurs époux, et d'autre part à enlever des diplomates pour qu'ils ne votent pas au moment crucial. Mais ces opérations échouent en raison de l'obstination de Malko et son rôle est découvert par le FBI. Tanaka reçoit l'ordre de ses supérieurs d'arrêter immédiatement l'opération et de faire en sorte que le Japon ne puisse pas être accusé d'avoir contré les intérêts des États-Unis.

### Dénouement et fin du roman
Tanaka décide alors de liquider tous les témoins : il assassine ensemble Jada et Lester, le chef de la bande des Mad Dogs qui l'avait aidé jusqu'à présent, et se met en devoir de se faire passer pour fou aux yeux du monde entier. Pour cela, il va s'en prendre au siège des Nations unies. S'étant procuré chez Lester du Zyklon, un gaz hypertoxique utilisé par les Nazis durant la Seconde Guerre mondiale, il se rend au siège de l'ONU. Là, il tente de diffuser le gaz dans les conduits d'air conditionné de l'immense immeuble pour tuer tous les diplomates qui sont en train de voter. L'intervention de Malko ruine son plan et il se suicide en inhalant une bouffée de gaz mortel.

## Remarques
- En 1971, par la résolution 2758, l'Assemblée générale des Nations unies a accepté que la république de Taïwan soit remplacée par la Chine populaire au sein des instance des Nations-Unies. Il s'agissait d'une décision prise à la demande du président Richard Nixon dans le but de « normaliser » les relations entre les États-Unis et la Chine, les dirigeants de celle-ci (notamment Mao Zedong) en faisant le préalable indispensable à toute poursuite des négociations. L'admission de la Chine populaire comme État-membre à la place de Taïwan fut le prélude politique à la visite de Nixon en Chine qui eut lieu en 1972.
- Il est amusant de constater que tout le roman tourne autour du maintien de Taïwan au sein de l'ONU, alors que quelques mois après la publication du roman, Taïwan sera évincé de l'Organisation.
- Avant la publication de ce roman, Malko avait déjà eu à combattre des Asiatiques : 
  - Opération Apocalypse (SAS no 3), où Tacata, un Japonais nationaliste, empoisonne l'eau de San Diego[2] ;
  - Rendez-vous à San Francisco (SAS no 5), où un réseau chinois influence les opinions politiques des Américains par la diffusion d'images subliminales.